# Hahnenschloss
Das Hahnenschloss ist ein schlossartiges Jagdhaus in der heutigen Marktgemeinde Edelschrott im Bezirk Voitsberg in der Steiermark. Seine Geschichte reicht bis in die 1860er-Jahre zurück. Heute dient es als Verwaltungsmittelpunkt des Forstgutes Herzogberg.

## Standort
Das Jagdhaus befindet sich recht zentral in der Marktgemeinde Edelschrott, in der Streusiedlung Mittlerer Herzogberg, auf einer Lichtung zwischen dem Hörmannkogel im Nordwesten und dem Laudonkogel im Südosten. Direkt nördlich des Anwesens entspringt der Guggibach, ein Nebenfluss der Teigitsch.

## Geschichte
Auf dem Grund des heutigen Hahnenschlosses befand sich früher die Guggi-Hube. Um 1865 ließ der Gutsbesitzer Lorenz Hohl, dem die Guggi-Hube ab 1829 gehörte, das heutige Jagdhaus als Zentrum eines Jagdreviers errichten. Das Revier ging aus den Gütern der Bauernhöfe Guggi, Fürsthube und Löcker-Öden hervor und diente vor allem der Jagd auf Auerhähne. Der mit Hohl befreundete Erzherzog Johann von Österreich verbrachte mehrere Aufenthalte auf dem Hahnenschloss. Ab 1872 befand sich das Anwesen im Besitz von Ernst Freiherr von Laudon, von dem es 1933 an Fritz Tomann ging. Nach dem Tod von Fritz im Jahr 1955 ging das Hahnenschloss an dessen gleichnamigen Sohn und danach an dessen Kinder Martin und Barbara.
Das Hahnenschloss dient heute als Verwaltungsmittelpunkt des Forstgutes Herzogberg.

## Beschreibung
Das Hahnenschloss ist ein schlicht gestaltetes, von mehreren Nebengebäuden umgebenes Jagdschloss. Am Gebäude sind insgesamt 14 gusseiserne und mit dem Monogramm von Ernst Freiherrn von Laudon versehene Auerhähne angebracht. Diese wurden im staatlichen Gusswerk bei Mariazell gegossen.
In der näheren Umgebung des Hahnenschlosses befindet sich mit dem Fürsthuberkreuz ein Pfeilerbildstock aus dem 17. Jahrhundert. Dieser Bildstock sitzt auf einem mit Natursteinen gemauerten Sockel und hat in braun und rot ausgemalte Nischen sowie eine Darstellung des Auges der Vorsehung im Giebelfeld. Die Hauptnische beherbergt eine Halbfigur des gekreuzigten Jesus, und in den Nebennischen befinden sich Figuren der beiden Pestheiligen Rochus und Sebastian. An der Rückseite des Bildstockes befindet sich eine weitere Heiligenfigur, welche sich nicht mehr eindeutig identifizieren lässt.